# Djerassi Glacier
Djerassi Glacier är en glaciär i Antarktis. Den ligger i Västantarktis. Argentina, Chile och Storbritannien gör anspråk på området. Djerassi Glacier ligger 560 meter över havet.
Terrängen runt Djerassi Glacier är varierad. Havet är nära Djerassi Glacier åt sydväst. Trakten är obefolkad. Det finns inga samhällen i närheten. 